# I'm So Beautiful
«I'm So Beautiful» es el nombre de un sencillo exitoso de la cantante, actriz y drag queen, Divine, publicado en 1984 con el álbum "The Story So Far".

## Contenido
I'm So Beautifull (Soy tan hermosa) fue interpretado por Divine, la nueva icono drag queen de los años 80s. Se centra en poder dar a conocer la hermosura que existe en ella y le gustaría que todos se den cuenta. Pero además, en el sencillo aclara que todos tenemos la libertad de creer que somos hermosos.

## Videoclip
En varias ocasiones, Divine se presenta en muchos programas musicales de Estados Unidos y canta este sencillo, por lo cual, se pudo coleccionar vídeo pero con este sencillo. A finales de 1984, Divine decide poder llevar a cabo un nuevo rodaje para su siguiente videoclip pero con nueva aparición en pantalla. En el videoclip se la ve bailando en un salón con espejos y aparecen juguetes y caricaturas del personaje de Blancanieves como demostración por su contenido de la canción.

## Lista de canciones

### German Vinyl, 7-inch single
1. «I'm So Beautiful» - 3:40
2. «Show Me Around» - 3:20

### UK Vinyl, 12-inch single
1. «I'm So Beautiful» (Mix) - 7:40
2. «I'm So Beautiful» (Divine Mix) - 6:21
3. «Show Me Around» - 3:13

## Posiciones
| Listas (1984)             | Número Posición |
| ------------------------- | --------------- |
| German Singles Chart      | 38              |
| New Zealand Singles Chart | 48              |
| UK Singles Chart          | 52              |